# Helena Oszast
Helena Halina Oszast, z d. Łaptaś (ur. 21 grudnia 1926 w Krakowie, zm. 1 grudnia 2014) – polska koszykarka, medalistka i reprezentantka Polski.

## Kariera sportowa
W latach 1946–1960 była zawodniczką Wisły Kraków, w 1952 zdobyła wicemistrzostwo Polski, w 1950, 1953, 1954 i 1959 brązowy medal mistrzostw Polski. Wystąpiła 14 razy w reprezentacji Polski, m.in. na mistrzostwach Europy w 1952 (5. miejsce).
W 1952 ukończyła studia w Wyższej Szkole Wychowania Fizycznego w Krakowie, w 1963 obroniła pracę doktorską na Uniwersytecie Jagiellońskim. W latach 1963–1971 była trenerem drużyn młodzieżowych w Wiśle Kraków, w kolejnych latach m.in. kierownikiem drużyny i członkiem zarządu sekcji koszykówki, także działaczem Polskiego Związku Koszykówki i Polskiego Komitetu Olimpijskiego.
Zawodowo związana z Akademią Wychowania Fizycznego w Krakowie, gdzie pracowała jako kierownik Zakładu Piłki Koszykowej Katedry Teorii i Metodyki Gier Sportowych (na stanowisku docenta). Była także wicedyrektorem Instytutu Wychowania Fizycznego i Sportu. Opublikowała dwa podręczniki poświęcone grze w koszykówkę Koszykówka (wyd. 1968, 1970, 1973, 1975, 1976 - z Janem Mikułowskim), Koszykówka. Taktyka, technika, metodyka nauczania (1988 - z Marcinem Kaspercem).
W PRL odznaczona Krzyżem Kawalerskim Orderu Odrodzenia Polski, Złotym i Srebrnym Krzyżem Zasługi, Medalem Komisji Edukacji Narodowej, Medalem 30-lecia Polski Ludowej, Medalem 40-lecia Polski Ludowej. Otrzymała także wyróżnienia indywidualne za całokształt kariery sportowej w Konkursie Fair Play PKOl za rok 2009 oraz medal Kalos Kagathos (2009).
Jej mężem był dziennikarz Tadeusz Oszast.
Jest pochowana na cmentarzu Rakowickim w Krakowie (kwatera Z, płn.).

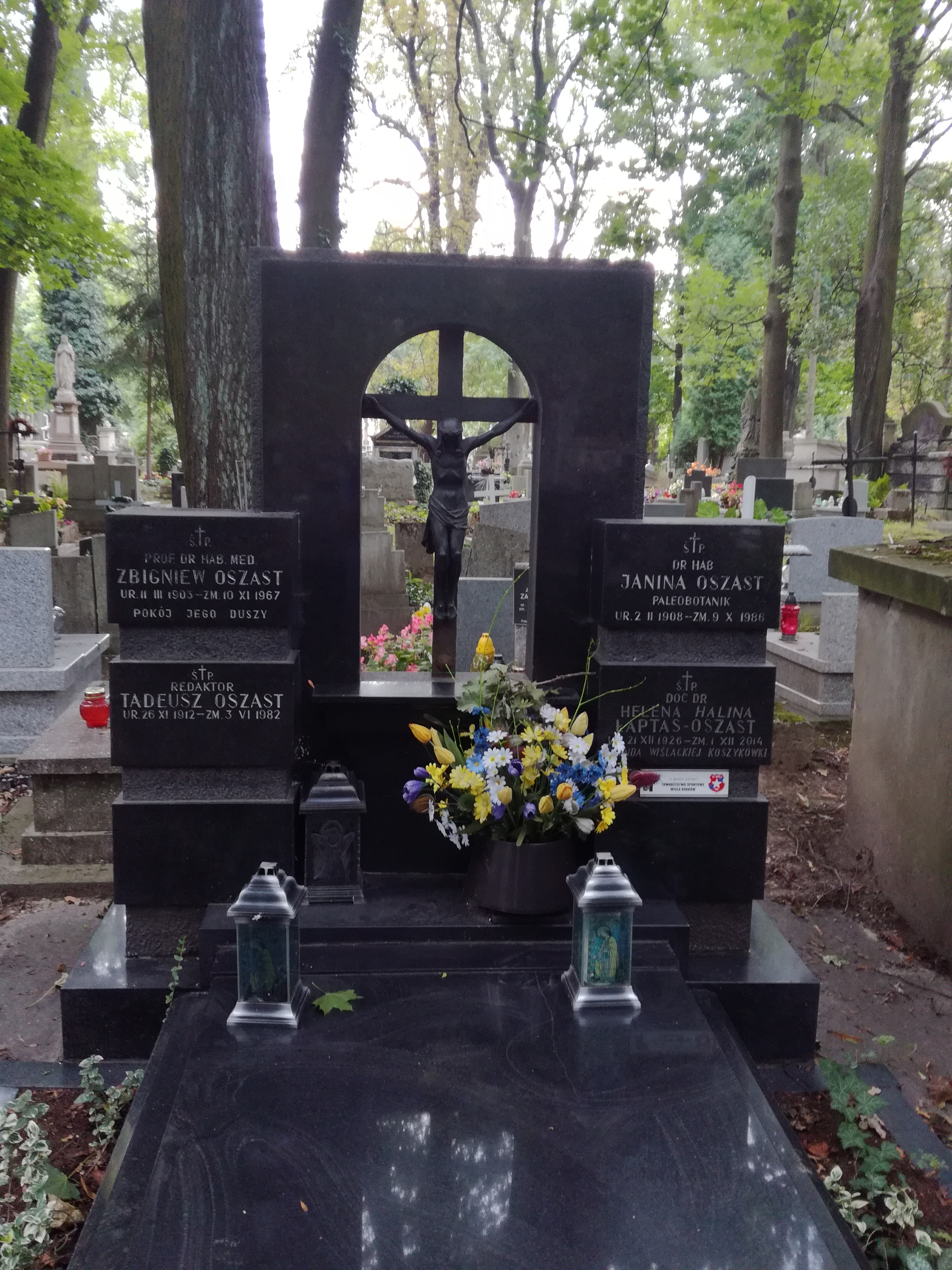
Grób Heleny Oszast na cmentarzu Rakowickim